# Oxaziclomefon
Oxaziclomefon ist eine chemische Verbindung aus der Gruppe der Oxazine und ein von Rhône-Poulenc (heute Bayer CropScience) entwickeltes Herbizid.
Der Wirkmechanismus war lange unbekannt. Heute wird angenommen, dass Oxaziclomefon die Zellelongation hemmt, was zu Chlorosen, rötlich-braunen Verfärbungen und Nekrosen führt.
Oxaziclomefon wird im Reisanbau gegen Ungräser sowie breitblättrige Unkräuter eingesetzt.

## Zulassung
Oxaziclomefon ist in der Europäischen Union und in der Schweiz nicht als Pflanzenschutzwirkstoff zugelassen.